# 拉格兰奇 (纽约州)
拉格兰奇（英語：LaGrange）是位于美国纽约州达奇斯县的一个镇，地处达奇斯县南部。2010年美国人口普查时，该镇有15730人。
该镇建于1821年，最初名为“弗里敦”（Freedom）。1828年改名“拉格兰奇”，其名称来源于拉法耶特侯爵夫人的祖产。